# (202421) 2005 UQ513
(202421) 2005 UQ513 — очень крупный транснептуновый объект. Оценка размеров позволяет причислить его к кандидатам в карликовые планеты.
Центр малых планет классифицирует 2005 UQ513 как кьюбивано, а Глубокий обзор эклиптики — как объект рассеянного диска.
Объект был открыт 21 октября 2005 года Чедвиком Трухильо, Майклом Браун и Дэвидом Рабиновичем. На момент открытия видимая величина составляла 20,8m.
Размеры 2005 UQ513 в зависимости от альбедо оцениваются в 550÷1240 км. Если альбедо 0,09, то 925 км. Согласно Роберту Джонстону — 838 км. Если альбедо 0,15, то 513 км. По данным М. Брауна диаметр объекта при альбедо 12 % и магнитуде 3,8 составляет 670 км.